# فرودگاه جزیره سوسمار
فرودگاه جزیره سوسمار (به انگلیسی: Lizard Island Airport) یک فرودگاه همگانی با کد یاتا LZR است که یک باند فرود آسفالت دارد و طول باند آن ۹۲۶ متر است. این فرودگاه در کشور استرالیا قرار دارد و در ارتفاع ۲۱ متری از سطح دریا واقع شده است.